# Isaiah Washington (baloncestista)
Isaiah Washington (Manhattan, Nueva York; 20 de julio de 1998) es un baloncestista estadounidense que pertenece a la plantilla del SLUC Nancy Basket de la LNB Pro A francesa. Con 1,85 metros de estatura, juega en la posición de base.

## Trayectoria deportiva

### Universidad
Jugó dos temporadas con los Golden Gophers de la Universidad de Minnesota, en las que promedió 6,6 puntos, 2,1 rebotes y 2,6 asistencias por partido.
Para su temporada junior, fue transferido a los Gaels de la Universidad de Iona, se mudó más cerca de su ciudad natal de Harlem para pasar tiempo con su abuela enferma, y la NCAA le concedió la elegibilidad inmediata. Allí disputó una temporada, en la que promedió 11,4 puntos, 5,1 rebotes, 4,0 asistencias y 1,7 robos de balón por partido. El 21 de mayo de 2020 ingresó al portal de transferencias como parte de un acuerdo mutuo con el nuevo entrenador en jefe Rick Pitino y su personal.
El 15 de junio de 2020 anunció que se trasladaría a los Beach de la Universidad Estatal de California, Long Beach. En su último año universitario promedió 13,7 puntos y 4,9 rebotes por partido.

#### Estadísticas
| Año     | Equipo     | PJ  | PT | MPP  | %TC  | %3P  | %TL  | RPP | APP | ROB | TPP | PPP  |
| ------- | ---------- | --- | -- | ---- | ---- | ---- | ---- | --- | --- | --- | --- | ---- |
| 2017–18 | Minnesota  | 32  | 4  | 20.0 | .366 | .241 | .765 | 2.6 | 2.3 | .6  | .1  | 8.7  |
| 2018–19 | Minnesota  | 28  | 0  | 16.1 | .311 | .213 | .704 | 1.6 | 2.8 | .5  | .1  | 4.3  |
| 2019–20 | Iona       | 28  | 23 | 33.3 | .406 | .331 | .803 | 5.1 | 4.0 | 1.7 | .3  | 11.4 |
| 2020–21 | Long Beach | 16  | 16 | 33.5 | .434 | .302 | .773 | 4.9 | 4.8 | 1.1 | .1  | 13.7 |
| Total   | Total      | 104 | 43 | 24.6 | .373 | .282 | .770 | 3.4 | 3.3 | 1.0 | .1  | 9.0  |

### Profesional
Tras no ser elegido en el Draft de la NBA de 2021, firmó su p`rimer contrato profesional con el KK Lovćen de la ABA Liga 2 y la Prva A Liga, donde apenas disputó nueve partidos, promediando 8,3 puntos y 6,6 asistencias.
El 12 de agosto de 2022 firmó con el Spišskí Rytieri de la liga eslovaca. Jugó 15 partidos, promediando 24,2 puntos y 6,6 asistencias por partido, hasta que en enero de 2023 rescindió su contrato para fichar por el Skyliners Frankfurt de la Basketball Bundesliga. Allí acabó la temporada promediando 12,5 puntos y 3,5 asistencias.
El 28 de junio de 2023 cambió de equipo dentro de la Bundesliga, fichando por el Würzburg Baskets. En su primera temporada, jugando como titular, promedió 12,6 puntos y 4,2 rebotes por encuentro.
El 8 de junio de 2024 fichó por el SLUC Nancy Basket de la LNB Pro A francesa.